# Марія Бургундська (герцогиня Клевська)
Марія Бургундська (бл. 1393, Діжон, Франція — 30 жовтня 1463, Калькар, Дюссельдорф) — друга дитина Жана Безстрашного і Маргарити Баварської, сестра Філіпа III Доброго. Марія народилася в Діжоні. У травні 1406 року вона стала другою дружиною Адольфа, графа Марку. 1417 року він став першим герцогом Клевським. Вони були бабусею і дідусем короля Франції Людовика XII; прапрадідами Йоганна III, герцога Клевського, батька Анни Клевської, яка була четвертою дружиною короля Англії Генріха VIII. За лінією їхньої дочки Катерини вони були предками Марії Стюарт.
Герцог і герцогиня Клевські жили в замку Вінендале в Західній Фландрії. Вона померла в замку Монтерберг біля м.Калькар в сучасному районі Клеве.

## Спадок
Після смерті Адольфа Клевського 1448 року йому спадкував син Йоганн. Марія пішла в замок Монтерберг, недалеко від Калькара. Повернувшись із поїздки на Близький Схід 1449 року, Йоганн відвідав бенедиктинський монастир у Болоньї і разом із матір'ю вирішив заснувати в Калькарі схожий монастир, у якому змогли б розміститися дюжина ченців. Будівництво розпочато 1453 року і завершено до 1457 року. У будівлях містилися численні твори мистецтва і велика бібліотека. Після секуляризації 1802 року церкву і більшість будівель знесено, твори мистецтва розподілено по всіх навколишніх церквах, зокрема й у церкву Святого Миколая в Калькарі. Від монастиря збереглася тільки частина стіни.
Місто жило за рахунок вовняної ткацької промисловості. Заможне місто й присутність аристократії в особі Марії приваблювали художників. У Калькарській церкві, побудованій 1450 року, і в монастирі було багато предметів мистецтва. До початку XVI століття місто стало центром школи скульптури, в яку входив Генріх Доуверманн. Крім того, такі вчені, як Конрад Гересбах, радник герцогів Клевських, гуманіст, юрист, педагог і фермер, періодично проживали в Калькарі. Цей період розквіту закінчився в середині XVI століття, внаслідок занепаду ткацької діяльності та епідемії чуми, яка знищила населення.

## Родина
Чоловік — Адольф I, граф Маркський
Діти:
- Маргарита (1416—1444), дружина герцога Вільгельма III Баварського, потім графа Ульріха V Вюртемберзького;
- Катерина (1417—1479), дружина герцога Арнольда Гельдернського[ru];
- Йоганн[ru] (1419—1481), наступний герцог Клевський;
- Єлизавета[en] (1420—1488), дружина Генріха XXVI Шварцбург[en]-Бланкенбурзького;
- Агнес (1422—1446), дружина короля Наваррського Карла IV;
- Єлена (1423—1471), дружина герцога Генріха Брауншвейг-Люнебурзького[ru];
- Адольф[en] (1425—1492), одружений із Беатрисою Португальською[en];
- Марія (1426—1487), дружина герцога Карла Орлеанського, мати короля Людовика XII.